# Tanganjikabecken

Ein „grünes“ Tanganjika-Aquarium mit Lamprichthys tanganicanus und Neolamprologus leleupi

Ein Tanganjikabecken ist ein spezielles Süßwasseraquarium in Form eines Biotop-Aquariums, in dem die Bedingungen eines Abschnitts des Tanganjikasees in Afrika nachgebildet werden.

## Der Lebensraum
Im Tanganjikasee gibt es prinzipiell zwei verschiedene Biotope. Die Felsufer sind die Heimat der meisten aquaristisch interessanten Buntbarsche. Daneben gibt es aber auch ausgedehnte Sandbuchten. Wasserpflanzen kommen nur im Bereich flacher Buchten vor, in größeren Tiefen dominieren Algenteppiche.
Die Wasserwerte:
Der pH-Wert liegt bei ca. 9,5, die Carbonathärte (KH) um 15°, die Gesamthärte (GH) bei 10°. Die Wassertemperaturen liegen bei 23–28 °C.

## Umsetzung im Aquarium
Brauchbare Wasserwerte: Der pH-Wert sollte um 8 liegen, er darf nicht unter 7,5 absinken. Die Gesamthärte (GH) sollte bei 10–20° liegen, wobei höhere Werte bis 30° in der Regel auch gut vertragen werden. Die Wassertemperatur sollte bei 24–26 °C liegen. Bei höheren Temperaturen altern die Tiere schneller.
Für das Sandbiotop wird grober Sand als Untergrund und einige kleinere Steine zur Abgrenzung der Reviere eingebracht.
Als Fische für diesen Bereich kommen Fadenmaulbrüter sowie Fische der Gattungen, Callochromis, Ectodus, Enantiopus, Xenotilapia u. a. in Betracht. Diese Fische bauen Nester in den Sand.
Das Felsufer wird häufig durch eine Aquarienrückwand aus Schaumpolystyrol und ggf. Portlandzement simuliert. Als Steine werden gerne Lochgestein, Schiefer, Kiesel oder ähnliches verwendet. Als Bodengrund sollte grober Sand verwendet werden da auch die Bewohner des Felsufers gerne den Sand durchkauen oder wühlen. Fische der Felsuferzone sind Tropheus, Frontosa bzw. Fische der Gattungen Altolamprologus, Julidochromis, Lamprologus, Lepidiolamprologus, Neolamprologus u. a.
Eine Besonderheit stellen die Schneckenbuntbarsche, z. B. Lamprologus ocellatus oder Lamprologus brevis, dar. Diese vergraben leere Schneckenhäuser der im Tanganjikasee häufig anzutreffenden Neothauma-Schnecke in den Sand und bewohnen diese dann als Flucht- und Laichstätte. Der Aquarianer greift hier häufig zu großen Schneckenhäusern der Weinbergschnecke oder der Apfelschnecke, die vor Einbringung in das Aquarium gereinigt werden.
Die Fische der Gattungen Cyprichromis, Paracyprichromis oder das Tanganjika-Leuchtauge Lamprichthys tanganicanus leben im Schwarm und besetzen den mittleren bis oberen Teil des Aquariums. Sie eignen sich daher gut zur Vergesellschaftung mit Höhlenbewohnern bzw. Sandchichliden.

## Grünes Tanganjikabecken
Pflanzen bieten in einem Tanganjikabecken dieselben Vorteile wie in jedem anderen Becken, sie verbessern die Wasserqualität und bieten schwächeren Fischen Sichtschutz. Allerdings sind Pflanzen in einem Tanganjikabecken etwas schwieriger zu halten. Zum einen sind viele Buntbarsche Pflanzenfresser oder verursachen zumindest "Vandalismusschäden". Zum anderen sind Algen im Tanganjikabecken durchaus erwünscht bzw. zumindest kaum erfolgreich kleinzuhalten da sich eine Kohlensäuredüngung verbietet. Trotzdem können harte Pflanzen, vor allem Javafarn, Anubias und einige Cryptocoryne gehalten werden. Die Blätter dieser Pflanzen sind auch hart genug, dass man die daran wachsenden Algen zwischen den Fingern abstreifen kann, ohne das Blatt zu zerstören.